# Ladó (fill de Tifó)
D'acord amb la mitologia grega, Ladó (en grec antic: Λάδων, 'Ládon') va ser un monstre, fill de Tifó i d'Equidna (o de Forcis i de Ceto, segons Hesíode).
Era imaginat com un drac de cent caps que guardava les pomes d'or al jardí de les Hespèrides. Hèracles el va matar, i Hera el va transformar en la constel·lació del Drac.